# エドガール・モラン
エドガール・モラン（Edgar Morin、本名：エドガール・ナホム Edgar Nahoum、1921年7月8日 - ）は、フランスの哲学者、社会学者である。
その仕事は諸学問の境界を横断する超領域性で知られている。また、文化人類学者ジャン・ルーシュと共同監督した『ある夏の記録』（1961年）によって、ヌーヴェルヴァーグの映画監督としても知られる。
ユダヤ系スペイン人（セファルディム）の出身である。

## 来歴・人物
パリで生まれる。読書や映画、航空、サイクリングなどをたのしむ少年であった。哲学における仕事は、17世紀を多様な視点から描き出す研究から始まった。
人民戦線とスペイン内戦中のスペイン共和政府との関係で社会主義に関係するようになった。1940年にドイツがフランスを侵略したとき、モランはトゥールーズへ逃れた。当地でマルクス主義的社会主義にコミットし、難民を助ける仕事に従事した。レジスタンス運動に参加し、1941年にフランス共産党に加わったが、そのとき党はゲシュタポに迫害されていた。1944年8月の「パリの解放」に参加。翌年、ヴィオレット・シャプロボーと結婚し、ランダウに住んだ。そこでは、ドイツにおけるフランス占領軍の中尉をつとめた。
1946年、パリに戻り、軍人としてのキャリアを捨て、共産党との活動を追求した。そのクリティカルな姿勢のために、党との関係は次第に脱領域化し、『フランス・オプセルヴァトゥール』（現：Le Nouvel Observateur）誌にある記事を書いたのち、1951年には党を除名された。同年、数人の知識人の推薦によって、国立科学研究センター（CNRS）に入った。
同センターに加わり、モランは、映画領域における社会人類学の分野に入り、シュルレアリスムを探求したが、依然、社会主義を捨てはしなかった。フランコ・フォルティーニ、ロベルト・グイドゥッチ、ヘルベルト・マルクーゼらの哲学者たちと理想をともにした。雑誌『Arguments』を創刊、編集発行した（1954年 - 1962年）。同時期、アルジェリア戦争へのフランスの関与に対して抗議活動を行った。1959年、書籍『自己批評 - スターリニズムと知識人』が出版された。

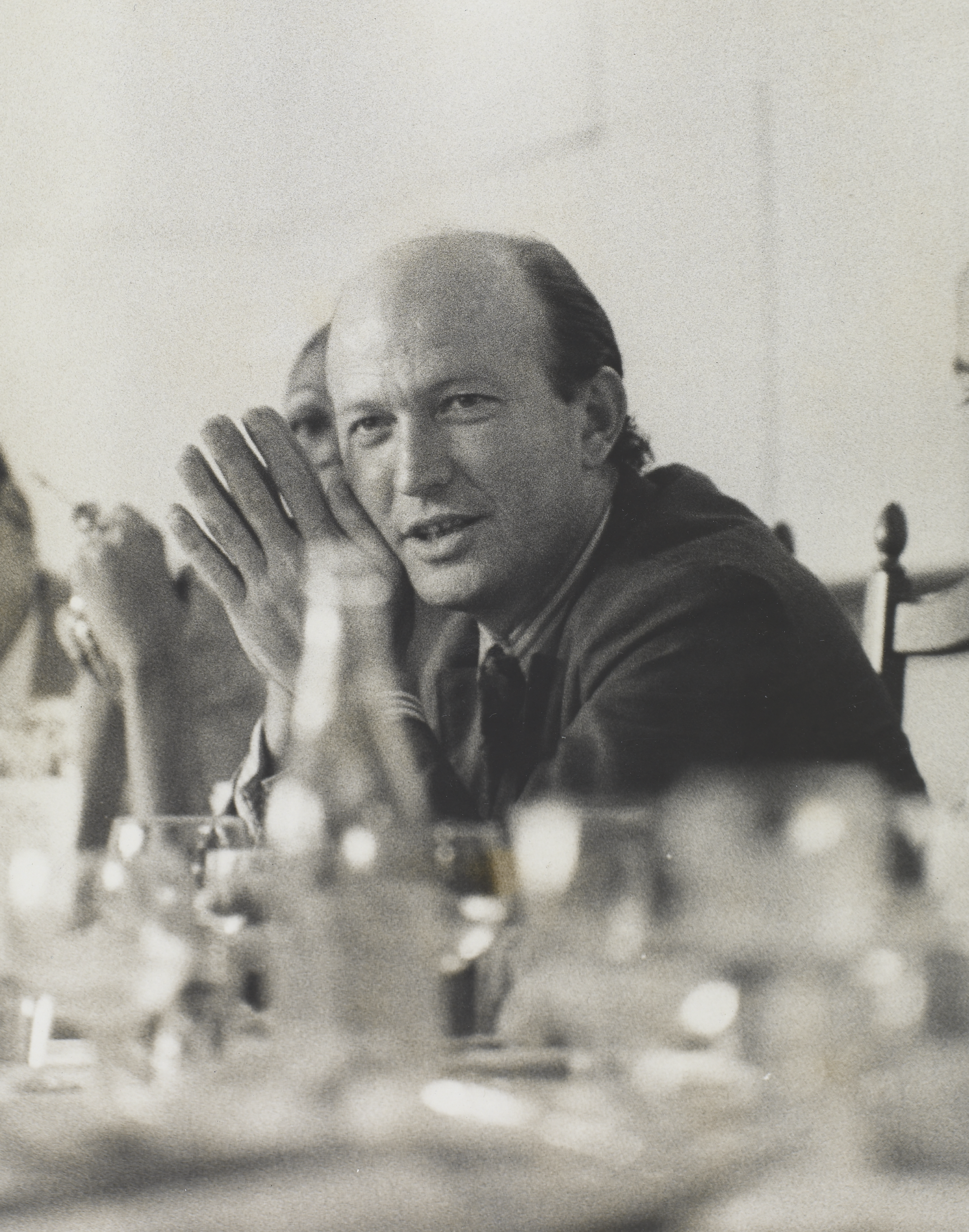
1972年、リオデジャネイロのコロキウムでのエドガーモラン

1960年、ラテンアメリカ諸国を広範囲に旅をし、ブラジル、チリ、ボリヴィア、ペルー、メキシコを訪問した。土着文化およびアフリカ系ブラジル人に強烈な印象を受けた。フランスに戻り、『時代精神I 大衆文化の社会学』を出版した。またこの年、映画『ある夏の記録』をジャン・ルーシュとの共同監督作品として発表、『カイエ・デュ・シネマ』誌で絶賛される。のちに1965年、ヴェネツィア国際映画祭の審査員をつとめ、同年公開のアンリ・カレフ監督の劇映画『真実の時間 L'Heure de la vérité』の脚本を同監督と共同執筆した。
1965年初頭、モランは、プロゼヴェにある科学技術研究代表派遣団（DGRST）の出資による巨大な多領域的プロジェクトにかかわり始める。プーランの素朴なキャビンで暮らす間、1965年の一年を共同研究者とともに調査に費やした。2年後、調査結果が発表されたとき、彼の仕事の超領域性によって、DGRSTはモランに異端のレッテルを貼った。この事件は、パリの学術世界への嫌悪を増大させ、パリの外側での仕事にさらに多くの時間を費やすこととなった。
1968年、アンリ・ルフェーブルに代わり、パリ第10大学ナンテールに赴任した。フランス国内で起こりはじめた学生の反乱に関与し始めた。 1968年5月、ル・モンド紙に一連の記事を書き、「学生コミューン」とモランが呼ぶものを理解しようと努めた。五月革命を密接に追いかけ、ル・モンド紙に、『顔のない革命』と呼ばれる第二弾の一連の記事を書いた。また、コルネリュウス・カストリアディス、クロード・ルフォールとともに『学生コミューン』を共同執筆した。
1969年、カリフォルニア州サンディエゴのラホヤにあるソーク研究所で一年を過ごした。 同研究所にいる間に、DNAの発見にはじまる遺伝学革命に親しみ、そのことが、サイバネティックスや情報理論、一般システム理論についての彼の意見形成に貢献した。
1983年、『ソ連の本質 - 全体主義的複合体と新たな帝国』を出版、同書はソヴィエト共産主義への彼の分析を深めたもので、ミハイル・ゴルバチョフによるペレストロイカを予想したものであった。
1991年、ジャン＝リュック・ゴダール、アンヌ＝マリー・ミエヴィル、ジェーン・バーキン、シャンタル・アケルマン、ルネ・アリオ、ジャック・ドワイヨン、ロマン・グーピル、ロバート・クレイマー、パトリス・ルコント、ミシェル・ピコリ、アラン・レネ、コスタ＝ガヴラスら33人の映画監督が競作するオムニバス映画『忘却に抗って』のアラン・コルノー監督篇『Ali Muhammad al-Qajiji, Lybie』に主演する。
2002年、「コレジアム・インターナショナル」の創設に参加した。

## 哲学的発展
モランの認識論的仕事は、「複雑性」と呼ぶ「イデオロギー、政治、科学」の三角関係の再考を試みたことを理由に「革命的」と見ることができる。「複雑」は単純の反対としてではなく「方法」としてここに存在し、その方法とは、「単純とはただ、いつも、単純化されたなにかだ」ということを知ることで宇宙の「謎を尊重する」。この巨大な尽力は、全6巻にわたるモランの主著『方法』に見出すことができるが、これは、たんに科学的なプロジェクトではなく、20世紀の心臓部からの複雑なメッセージでもある。
アルフォンソ・モントゥオリ（『Edgar Morin: A partial introduction』）によれば、
5巻の『方法』はおそらく、モランの達成した仕事であり、目覚しくかつ一見無尽蔵な宝物であり、洞察、内省とリアルなマニュアルの発掘物であり、人類の疑問の性質を拡張することに興味がある者のためのものである。サイバネティックスや情報理論、システム理論を引いているが、モランが従来行ってきた仕事を融合し、映画についての研究におけるイマジネーションに基づいた仕事から、死についての深い内省へと、『方法』はモランの旅を融合し、伝統的なみせかけと現代の疑問の方法へのオルタナティヴを読者に供給する。
ということである。

## リテラリー・ワーク

### 書籍
- 1946年、L'an zero de l'Allemagne

『ドイツ零年』、古田幸男訳、法政大学出版局、1990年 ISBN 4588002872
- 1951年、L'Homme et la mort

『人間と死』、古田幸男訳、法政大学出版局、1973年
『人間と死』、渡辺広士訳、審美社、1974年
- 1956年、Le Cinema ou l'homme imaginaire: essai d'anthropologie

『映画 あるいは想像上の人間: 人類学的試論』、渡辺淳訳、法政大学出版局、1983年、ISBN 4588001264
- 1957年、Les Stars

『スター』、渡辺淳、山崎正巳訳、法政大学出版局、1976年
- 1959年、Autocritique

『自己批評 - スターリニズムと知識人』、宇波彰訳、法政大学出版局、1976年
- 1962年、L'esprit du temps 1: Nevrose

『時代精神I 大衆文化の社会学』、宇波彰訳、法政大学出版局、1979年
- 1965年、Introduction a une politique de l'homme

『政治的人間』、古田幸男訳、法政大学出版局、1974年
- 1967年、Commune en France: La metamorphose de Plodemet

『プロデメの変貌 - フランスのコミューン』、宇波彰訳、法政大学出版局、1975年
- 1968年、Mai 68: La brèche

『学生コミューン』、コルネリュウス・カストリアディス、クロード・ルフォール共著、西川一郎訳、合同出版、1969年
- 1969年、La Rumeur d'Orléans

『オルレアンのうわさ - 女性誘拐のうわさとその神話作用』、杉山光信訳、みすず書房（初版）1973年
『オルレアンのうわさ - 女性誘拐のうわさとその神話作用』、杉山光信訳、みすず書房（第2版新装版）1997年 ISBN 4622049074
- La Méthode 全6巻
  - 1977年、La Nature de la nature

『方法〈1〉自然の自然』、大津真作訳、法政大学出版局、1984年
- - 1980年、La Vie de la vie

『方法〈2〉生命の生命』、大津真作訳、法政大学出版局、1991年 ISBN 4588003321
- - 1986年、La Connaissance de la connaissance

『方法〈3〉認識の認識』、大津真作訳、法政大学出版局、2000年 ISBN 4588006665
- - 1991年、Les Idées

『方法〈4〉観念 - その生息場所、その生命、その習俗、その組織』、大津真作訳、法政大学出版局、2001年 ISBN 4588007068
- - 2001年、L'Humanité de l'humanité

『方法〈5〉人間の証明』、大津真作訳、法政大学出版局、2006年 ISBN 4588008404
- - 2004年、L'Éthique complexe
- 1970年、Journal de Californie

『カリフォルニア日記 - ひとつの文化革命』、林瑞枝訳、法政大学出版局、1975年
- 1973年、Le paradigme perdu: la nature humaine

『失われた範列 - 人間の自然性』、古田幸男訳、法政大学出版局、1975年
- 1973年、La femme majeure: nouvelle feminite, nouveau feminisme、Nicole Benoit-Lapierre、Bernard Paillard共著

『大いなる女性 - フランスの婦人解放運動』、ニコール・ブノワ＝ラピエール、ベルナール・パイヤール共著、古田幸男訳、法政大学出版局、1977年 ISBN 4588050354
- 1979年、L'esprit du temps 2: Necrose

『時代精神II できごとの社会学』、宇波彰訳、法政大学出版局、1982年
- 1981年、Pour sortir du siècle XX

『二十世紀からの脱出』、秋枝茂夫訳、法政大学出版局、1991年 ISBN 4588003550
- 1982年、Science avec conscience

『意識ある科学』、村上光彦訳、法政大学出版局、1988年 ISBN 4588002333
- 1983年、De la nature de l'URSS

『ソ連の本質 - 全体主義的複合体と新たな帝国』、田中正人訳、法政大学出版局、1986年、ISBN 4588021125
- 1984年、Sociologie

『出来事と危機の社会学』、浜名優美、福井和美訳、法政大学出版局、1990年 ISBN 4588002961
- 1987年、Penser l'Europe

『ヨーロッパを考える』、林勝一訳、法政大学出版局、1988年 ISBN 4588002481
- 1990年、Introduction à la pensée complexe

『複雑性とはなにか』、古田幸男、中村典子訳、国文社、1993年 ISBN 477200386X
- 1993年、Terre-patrie、Anne-Brigitte Kern共著

『祖国地球 - 人類はどこへ向かうのか』、アンヌ＝ブリジット・ケルン共著、菊地昌実訳、法政大学出版局、1994年 ISBN 4588004220
- 1994年、Mes démons

『E.モラン自伝―わが雑食的知の冒険』、菊地昌実、高砂伸邦訳、法政大学出版局、1999年 ISBN 4588006266
- 1994年 La Complexité humaine
- 1997年 Comprendre la complexité dans les organisations de soins
- 1999年 L'Intelligence de la complexité
- 1999年 Relier les connaissances
- 1999年 La Tête bien faite
- 2000年 Les Sept savoirs nécessaires à l'éducation du futur
- 2001年 Journal de Plozévet, Bretagne
- 2002年 Pour une politique de civilisation
- 2002年 Dialogue sur la connaissance. Entretiens avec des lycéens
- 2003年 La Violence du monde、Jean Baudrillard共著

『ハイパーテロルとグローバリゼーション』、ジャン・ボードリヤール共著、宇京頼三訳、岩波書店、2004年 ISBN 4000244256
- 2003年 Éduquer pour l'ère planétaire, la pensée complexe comme méthode d'apprentissage dans l'erreur et l'incertitude humaine
- 2003年 Les Enfants du ciel: entre vide, lumière, matière
- 2004年 Pour Entrer dans le siècle XXI

### 会議
- 2005年、Restricted complexity, general complexity（PDFファイル）

## 関連事項
- 社会学（Sociology）
- 人類学（Anthropology）
- 超領域（Transdisciplinarity）
- Holism in science）
- 構造主義的認識論（Constructivist epistemology）
- ランダウ（Landau）
- 社会人類学（social anthropology）
- アフリカ系ブラジル人（Afro-Brazilian）
- プロゼヴェ（Plozévet）
- アンリ・ルフェーブル（Henri Lefebvre）
- コルネリュウス・カストリアディス（Cornelius Castoriadis）
- コレジアム・インターナショナル（Collegium International）